# Groote Eylandt
Groote Eylandt – wyspa w pobliżu północnych brzegów Australii, w Zatoce Karpentaria, część Terytorium Północnego. Powierzchnia wyspy to ok. 2,5 tys. km²; charakter nizinny; wybrzeże klifowe.
Liczba ludności ok. 2,5 tys. Wyspa stanowi część rezerwatu ludności tubylczej Arnhem Land, posiada własny samorząd. Na wyspie znajdują się bogate złoża rud manganu, eksploatowane metodą odkrywkową.